# Thibault Garnier
Thibault Garnier (Bourg-Saint-Maurice, 10 novembre 1981) è un ex sciatore alpino francese.

## Biografia
Attivo in gare FIS dal novembre del 1996, Garnier esordì in Coppa Europa il 30 gennaio 1998 a Megève in discesa libera (77º) e in Coppa del Mondo l'11 dicembre 2004 a Val-d'Isère nella medesima specialità, senza completare la prova. Sempre in discesa libera, in Coppa del Mondo ottenne il miglior piazzamento il 18 febbraio 2005 a Garmisch-Partenkirchen (45º) e prese per l'ultima volta il via il 15 dicembre 2007 in Val Gardena (46º), mentre in Coppa Europa conquistò l'unico podio il 17 gennaio 2008 a Crans-Montana (3º). Si ritirò al termine di quella stessa stagione 2007-2008 e la sua ultima gara fu uno slalom speciale FIS disputato il 4 aprile a Les Arcs, non completato da Garnier; in carriera non prese parte a rassegne olimpiche o iridate.

## Palmarès

### Coppa Europa
- Miglior piazzamento in classifica generale: 43º nel 2006
- 1 podio:
  - 1 terzo posto

### South American Cup
- 1 podio:
  - 1 terzo posto